# 단양군 (선거구)
단양군은 대한민국의 옛 국회의원 선거구이다. 당시 충청북도 단양군 지역을 관할했다.

## 역사
제헌 국회의원 선거를 앞두고 단양군 전 지역을 관할하는 선거구로 신설되었다.
제6대 국회의원 선거를 앞두고 제천군 선거구와 통합되어 제천군·단양군 선거구를 이루게 됨에 따라 폐지되었다.

## 역대 국회의원
| 선거   | 정당 | 정당       | 의원   |
| ------ | ---- | ---------- | ------ |
| 1948년 |      | 무소속     | 조종승 |
| 1950년 |      | 대한국민당 | 조종승 |
| 1954년 |      | 무소속     | 장영근 |
| 1958년 |      | 무소속     | 조종호 |
| 1960년 |      | 헌정동지회 | 조종호 |

## 역대 선거 결과

### 대한민국 제헌 국회의원 선거
|  | 40.58% |

|  | 28.04% |

|  | 24.59% |

|  | 6.77% |

|  | 0% |

### 대한민국 제2대 국회의원 선거
|  | 66.23% |

|  | 9.70% |

|  | 9.18% |

|  | 7.92% |

|  | 6.96% |

### 대한민국 제3대 국회의원 선거
|  | 21.37% |

|  | 14.54% |

|  | 11.36% |

|  | 10.77% |

|  | 10.71% |

|  | 9.29% |

|  | 9.12% |

|  | 6.57% |

|  | 6.22% |

### 대한민국 제4대 국회의원 선거
|  | 44.13% |

|  | 37.11% |

|  | 18.74% |

### 대한민국 제5대 국회의원 선거
|  | 31.60% |

|  | 14.18% |

|  | 12.42% |

|  | 12.31% |

|  | 10.69% |

|  | 6.46% |

|  | 5.60% |

|  | 5.24% |

|  | 1.45% |